# 元町 (基隆市)

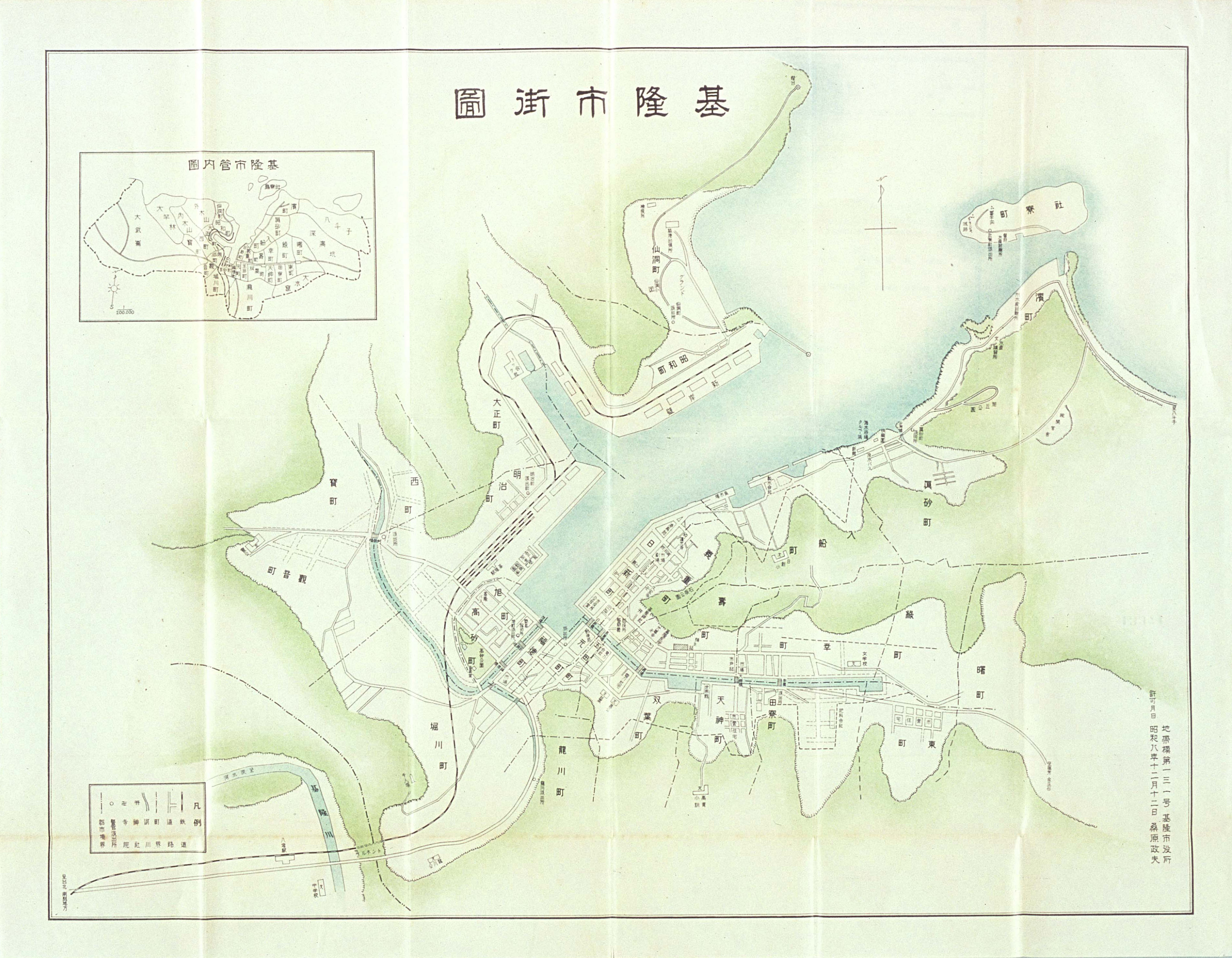
基隆市街圖

元町為台灣日治時期臺北州基隆市的一個町，於基隆市自昭和6年（1931年）10月1日實施町名改正後設置，原為石碑街和草店尾的一部分；當地原屬於基隆市大字獅球嶺、石硬港和基隆石碑街、草店尾、玉田。
元町約為現今地籍中央段的範圍，約為仁愛區仁德里東側、博愛里東側。

## 町內設施

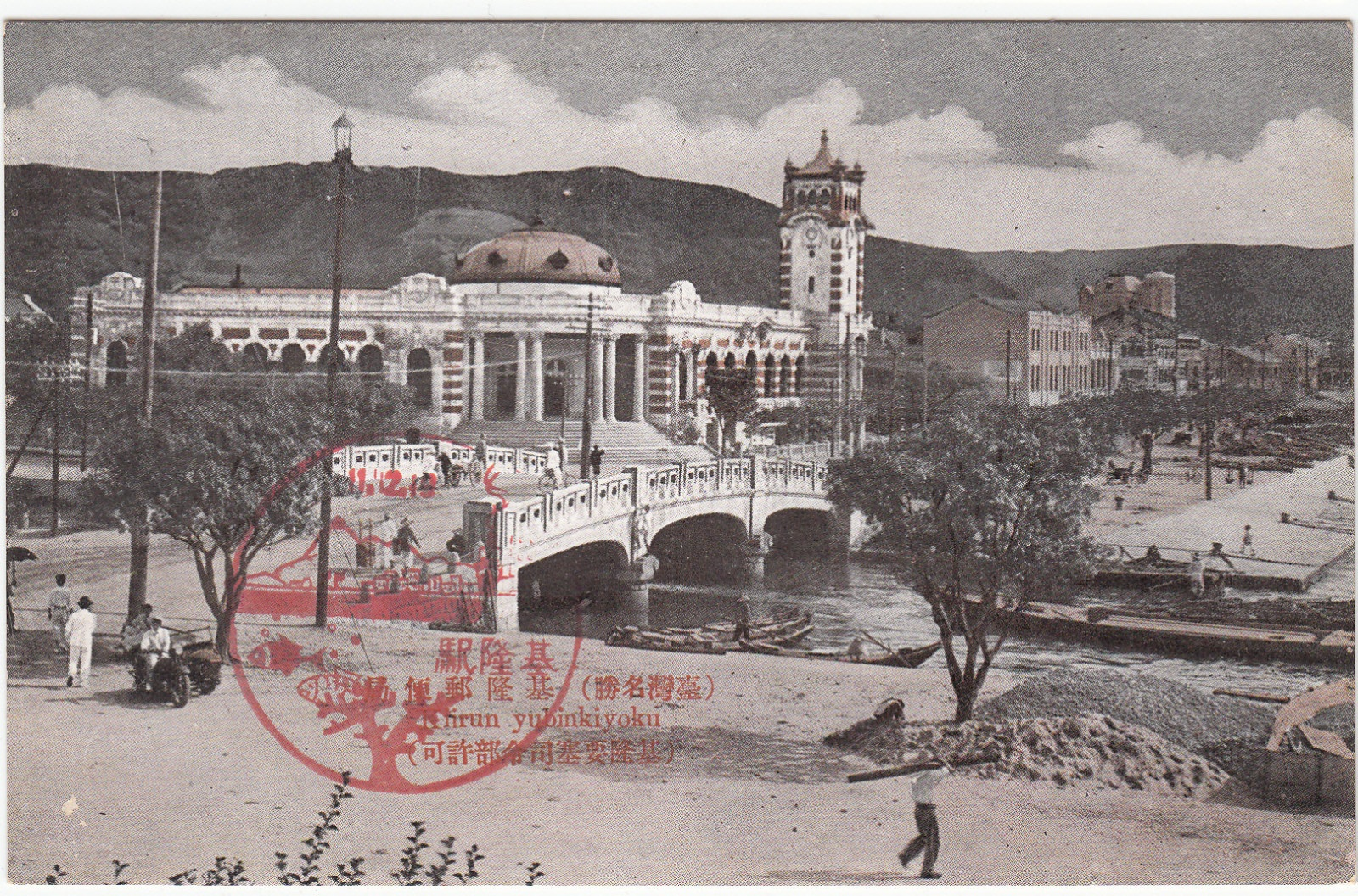
日新橋與基隆郵便局

一丁目
- 基隆郵便局
- 基隆輕鐵株式會社
- 元町警察官吏派出所
- 基隆自動車株式會社

二丁目
- 櫻井商會

三丁目
- 昭和新報基隆支局

四丁目